# Sammy Baloji
Pour les articles homonymes, voir Baloji (homonymie).

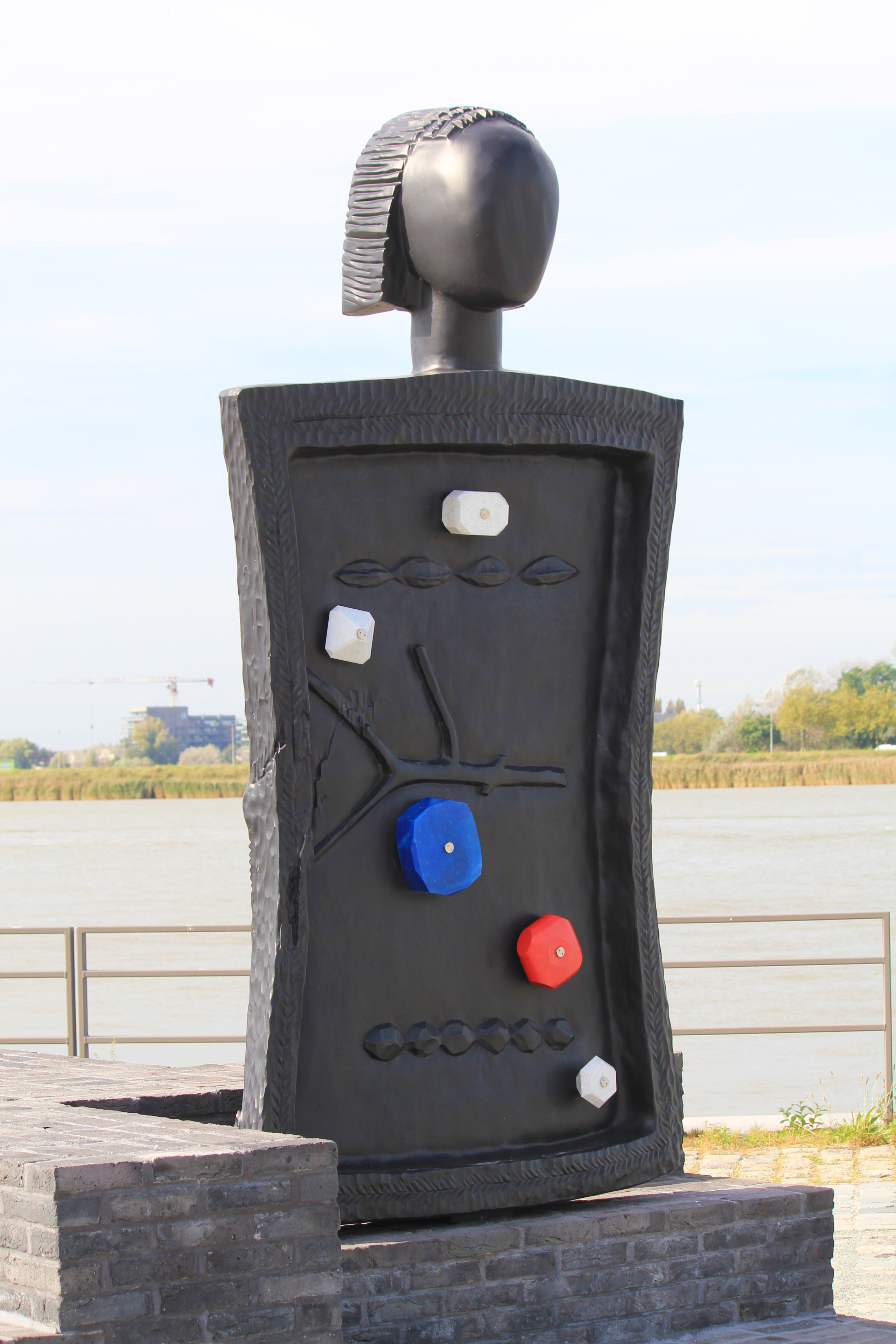
The Long Hand (2022)

Sammy Baloji,  né le 29 decembre 1978 à Lubumbashi, est un photographe de la République démocratique du Congo. Il travaille à Lubumbashi et Bruxelles, et a réalisé des expositions à Amsterdam, Paris, Bruxelles, Bilbao, Le Cap et Bamako .

## Biographie
Baloji est né à Lubumbashi le 29 décembre 1978. Il est diplômé en  lettres et sciences humaines à l' Université de Lubumbashi ,.
Après ses études, il commence à travailler en tant que dessinateur. Plus tard en France, il intègre l'École Supérieure des Arts Décoratifs de Strasbourg et se spécialise dans l' art vidéo et la photographie. Il réalise une grande partie de son travail dans sa province du Katanga (actuel Haut-Katanga). L'ethnographie, l'architecture et l' urbanisme sont des thèmes récurrents dans son travail, qui mettent en exergue le rapport que l'homme entretient avec son environnement, dans le paysage urbain congolais . Dans son travail d'artiste, Baloji place l'héritage colonial du Congo au centre de sa réflexion, en assemblant archives, photographies, sculptures et vidéos.
Depuis 2019, Sammy Bajoli mène un doctorat de recherche en art à Sint Lucas Antwerpen. Il enseigne depuis 2018  à l'Académie internationale d'été pour les Beaux-Arts de Salzbourg (Autriche).
En 2025, il est nommé "artiste en résidence" de l'UCLouvain, censé de cette façon "apporter son regard en tant qu'artiste en résidence, enrichissant le dialogue culturel et académique au sein de l'université".

## Expositions

### Expositions individuelles
- 2009, Katanga, ombres du passé - Deutsches Filmmuseum, Francfort / Main[10].
- 2010, Mémoire. Goethe-Institut Nairobi, Nairobi Mémoire de Sammy Baloji - CGP London - Cafe Gallery Projects, Londres[11].
- 2012, The Beautiful Time: Photography by Sammy Baloji. Smithsonian National Museum-Washington DC[12].
- 2018, Sans Titre, Université Rennes 2, Rennes [13].
- 2019, Congo, fragments d’une histoire. Point du jour, Cherbourg, Paris [14].
- 2020, Kasala: The Slaughterhouse of Dreams or the First Human, Bende’s Error - Galerie Imanès - Paris.
- 2020, Other Tales. Lunds konsthall. Lund[15]
- 2021, ...and to those North Sea waves whispering sunken stories, In Flanders Fields Museum- Flanders[16].
- 2024-2025, Sammy Balogi, Goldsmiths Centre for Contemporary Art, Londres[17].

### Expositions Collectives
- 2020 Révisionnistes radicaux: Artistes africains contemporains confrontés au passé et au présent, Moody Center for the Arts, Houston, Texas [18]

- 10.07 au 13.09.2020. Résidence et Exposition à la Villa Médicis Académie de France à Rome [19].
- 12.10.2019 au 19.01.2020 : Tales of the Copper Cross Garden, 2017 ; Untitled, 2016 - Traversées / Kimsooja, Ville de Poitiers, France [20].
- 2014 Present Tense - Centro de Arte Moderna - CAM - Fundação Calouste Gulbenkian, Lisbonne
- 2014 Earth Matters: Land as Material and Metaphor in the Arts of Africa - Fowler Museum at UCLA, Los Angeles, Californie
- 2014 Die Göttliche Komödie. Himmel, Hölle, Fegefeuer aus Sicht afrikanischer Gegenwartskünstler, The Divine Comedy. Heaven, Purgatory and Hell revisited by Contemporary African Artists - Museum für Moderne Kunst (MMK), Francfort / Main

- Pièce de conversation 2013 - Mu.ZEE, Ostende
- 2013 La Otra Bienal De Arte 2013 - La Otra Bienal, Bogota
- 2013 Témoin / Témoin - Espace doual´art, Douala
- 2013 Earth Matters: Land as Material and Metaphor in the Arts of Africa - National Museum of African Art - Smithsonian Institution, Washington, DC
- 2013 No Limit 2, Une Œuvre / Un Artiste - Galerie Imane Farès, Paris

- 2012 Newtopia - Cultuurcentrum Mechelen, Malines
- 2012 Le surréel Congo - Museum für Kunst und Kulturgeschichte Dortmund, Dortmund
- 2012 Statut 24 - Dokumente Von Heute - Fotomuseum Winterthur, Winterthur
- 2012 Tout ce qui convient: l'esthétique du journalisme - Galerie QUAD, Derby
- 2012 Projet 35 - Kunsthaus CentrePasquArt - Centre d'Art, Biel / Bienne
- 2012 Environnement et objet - Art africain récent - Middlebury College Museum of Art, Middlebury, VT

- 2011 Infinite Balance: Artists and the Environment - The Museum of Photographic Arts, San Diego, Californie
- 2011 Galerie Niveau 2: Terrains Contestés - Tate Modern, Londres
- 2011 Projet 35 - Espaces d'art contemporain Gertrude, Melbourne, VIC
- 2011 Le présent - Gulbenkian. Próximo Futuro, Lisbonne
- 2011 Artistes en résidence. Sammy Baloji & Patrick Mudekereza - Musée royal de l'Afrique centrale, Tervuren
- 2011 Meeting Points 6 - Locus Agonistes: Practices and Logics of the Civic - Beirut Art Center, Beyrouth
- 2011 ARS 11 - Kiasma - Musée d'art contemporain, Helsinki
- 2011 Possible Cities: Africa In Photography and Video - Galerie Cantor Fitzgerald (CFG) - Haverford College, Haverford, PA

- 2010 Prix Pictet / Earth - Galerie de la photographie, Dublin
- 2010 Muestra Anual Xxiii Mam ChiloÉ - MAM - Museo de Arte Moderno Chiloé, Castro

- 2009 Périfériks - CAN - Centre d'Art Neuchâtel, Neuchâtel
- 2009 Spot On… Bamako - Vii. Rencontres Africaines de la Photographie - ifa-Galerie Stuttgart, Stuttgart

- 2008 InVideo: Terres et cieux - Spazio Oberdan, Milan
- 2008 Spot on ...- ifa-Galerie Berlin, Berlin
- 2008 Le Messager - Cultuurcentrum Brugge, Bruges

- 2007 Congo Contemporain - Galerie Monos, Liège
- 2007 TRANS CAPE - art africain contemporain en mouvement - Trans Cape Africa, Cape Town

## Publications
- Ce qui fut et ce qui sera. Sammy Baloji, Julien Bondaz, Baptiste Brun, Jean-François Chevrier, Dominique Malaquais et Fiston Mwanza Mujila. éditions Les presses du réel - éditions.  (ISBN 978-2-9520043-4-3).

## Filmographie
- 2020 : Rumba Rules, long métrage documentaire coréalisé avec l'anthropologue québécois David Nadeau-Bernatchez (107 min)
- 2025 : L'Arbre de l'authenticité, long métrage documentaire (89 min)

## Prix
- En 2025, Sammy Baloji reçoit le Prix spécial du jury ex-aequo au Festival international du Film de Rotterdam pour L'Arbre de l'authenticité.[21]
- En 2022, Sammy Baloji, reçoit le Prix KU Leuven Culture Prize[22].
- En 2019, il reçoit le Prix Artiste en residence à la villa Medicis à Rome[23].
- En 2015, Sammy Baloji, reçoit le Prix Rolex Mentor & Protegé [24].
- En 2009, il a reçu un prix Prince Claus des Pays - Bas, pour « son inscription très originale de la douloureuse histoire de l'exploitation humaine et environnementale dans le paysage actuel, pour avoir présenté les réalités actuelles du Congo à une plate-forme internationale, pour son importante contribution à la mémoire du Congo en apportant une nouvelle lecture du présent, et pour sa démonstration provocante que le développement ne peut être réalisé qu'après avoir dûment pris en compte les traumatismes du passé. " [25]
- En 2007, Baloji a été récompensé à deux reprises aux Rencontres Africaines de la Photographie à Bamako, Mali, avec le Prix Afrique en Création ( Prix Afrique en Création ) et le Prix de l'Image ( Prix pour l'image ) [26].